# 山货回族乡
山货回族乡，是中华人民共和国河南省禹州市下辖的一个乡镇级行政单位。

## 行政区划
山货回族乡下辖以下地区：
楼陈村、权店村、山货村、雷庄村、齐庄村和路庄村。